# Francesco De Lorenzo
Francesco De Lorenzo (Napoli, 5 giugno 1938) è un biochimico e politico italiano, deputato dal 1983 al 1994 per il Partito Liberale Italiano, più volte ministro. È noto soprattutto per la riforma del servizio sanitario nazionale e per essere stato coinvolto nell'inchiesta di Tangentopoli poco dopo essersi dimesso da ministro.

## Biografia

### Origini e formazione
Laureato in medicina e chirurgia all'Università degli Studi di Napoli Federico II, dal 1962 al 1969 è assistente ordinario di Chimica biologica presso la facoltà di medicina dello stesso Ateneo.
Dal 1964 al 1966 è Ricercatore Associato al Laboratory of Chemical Biology del National Institutes of Health di Bethesda, USA. Con il premio Nobel per la Chimica 1972 Christian Anfinsen identifica e caratterizza un enzima fondamentale per la corretta conformazione tridimensionale delle proteine, condizione indispensabile per la loro funzione (Protein Disulfide Isomerase).
È autore di 80 pubblicazioni sulle più autorevoli riviste internazionali.
Nel 1967 è Visiting Scientist prima al Weizmann Institute di Rehovot in Israele per ricerche sulla struttura primaria delle immunoglubine “HGB” e successivamente, dal 1968 al 1970, al Department of Biochemistry della Berkeley University in California, ove conduce studi e ricerche sui meccanismi biochimici e genetici di regolazione della sintesi delle proteine nei batteri.
Nel 1971 vince il concorso per la cattedra di "Biologia molecolare" bandito dalla Facoltà di Scienze dell'Università degli Studi di Camerino. Dal 1972 è Professore ordinario di Chimica biologica presso l'Università Federico II di Napoli.
Tra il 1972 e il 1992 si occupa di mutagenesi e cancerogenesi chimica e meccanismi molecolari di trasformazione neoplastica da agenti cangerogeni e virali. Dal 1976 al 1990 è Primario del servizio di Ematologia di Laboratorio presso il Policlinico della stessa Università.

### Attività politica
Figlio dell'ex sottosegretario alla Sanità Ferruccio De Lorenzo ed esponente del Partito Liberale Italiano: dal 1975 al 1993 ha rivestito l'incarico di consigliere del Comune di Napoli, eletto alla Camera dei deputati per la prima volta nel 1983, IX legislatura, viene riconfermato anche nella X e XI fino al 1994. Dal 1987 al 1989 è componente delle Commissioni parlamentari di vigilanza sulla Rai e Antimafia.
Dal 1983 al 1986 è Sottosegretario alla Sanità, mentre dal 1986 al 1987 è Ministro dell'ambiente. Con lui sono istituite le prime riserve marine (Ustica e Miramare) e il Nucleo Operativo Ecologico dei Carabinieri (Noe).
Dal 1989 al 1993 è Ministro della sanità. Sue sono le leggi:
- Disciplina per le attività trasfusionali relative al sangue umano (L. 107/1990)
- Interventi urgenti per la prevenzioni e lotta al AIDS (L. 135/1990)
- Vaccinazione obbligatoria contro l'epatite virale “B” (L. 165/1991)
- Scioglimento e gestione transitoria USL (L. 111/1991)
- Indennizzo a favore di soggetti danneggiati da vaccinazioni obbligatorie, trasfusioni (L. 210/1992)
- Riordino della disciplina in materia sanitaria (D. Lgs 502/92)[8]
- Centralità delle regioni nel controllo della spesa sanitaria e unicità del rapporto di lavoro del medico (L. 412/1991)
- Istituzione del 118 per l'emergenza sanitaria (DPR 27.03.1992)
- Istituzione del Comitato Nazionale per la Bioetica (DPCM 28.03.1990)

Nel 1991 ottiene dal Consiglio dei Ministri della Sanità della UE l'approvazione di un ordine del giorno per l'inserimento della politica sanitaria in Europa, successivamente recepita nel trattato di Maastricht.
Insieme a Paolo Cirino Pomicino, Carmelo Conte e Giovanni Prandini formava la cosiddetta "banda dei quattro", definizione coniata dal democristiano Guido Bodrato e utilizzata dalla sinistra per sottolineare la natura predatoria del gruppo.
Il democristiano Pomicino, il liberale De Lorenzo e il socialista Di Donato vennero invece definiti I viceré e alcuni li descrivono come i "veri padroni di Napoli per oltre un decennio".

### I procedimenti giudiziari
Coinvolto nello scandalo di Tangentopoli, ha avuto una condanna definitiva (5 anni) per associazione a delinquere finalizzata al finanziamento illecito ai partiti e corruzione in relazione a tangenti per un valore complessivo di circa nove miliardi di lire, solo in parte ottenute da industriali farmaceutici dal 1989 al 1992, durante il suo ministero.
Le Sezioni Unite penali della Corte di Cassazione con sentenza n. 14 del 20 luglio 1994 hanno chiarito che "La stessa accusa ha prospettato che tutte le somme corrisposte finivano nelle casse del partito al quale De Lorenzo apparteneva".
Nel giugno 2010, la Terza Sezione Giurisdizionale d'Appello della Corte dei Conti ha escluso il danno erariale conseguente al presunto illecito aumento dei prezzi dei farmaci, ma ha comunque condannato il De Lorenzo ad un risarcimento di 5 milioni di euro per danno all'immagine dello Stato, confermato dalla Corte di cassazione con sentenza del 12 aprile 2012..
Il 9 luglio 2015 gli è stato revocato il vitalizio, insieme ad altri nove ex deputati e otto ex senatori, ripristinato il 24 aprile 2025.

### Attività di volontariato
Dal 1985 al 1993 è presidente dell'Associazione Nazionale Lotta all'AIDS “ANLAIDS”. Dal 1995 è coordinatore sanitario della Comunità Incontro fondata da don Pierino Gelmini. Nel 1997, dopo essersi ammalato di cancro, ha fondato l'Associazione Italiana Malati di Cancro, parenti e Amici (AIMaC), per l'informazione e il sostegno psicologico dei malati e dei loro familiari. Nel 2003 fonda la Federazione italiana delle Associazioni di Volontariato in Oncologia (FAVO). Successivamente diviene presidente della Coalizione Europea dei Malati di Cancro (ECPC).

## Riconoscimenti
- Nel 2001, premio da parte del Cancer Information Service del NCI (USA)[20] per la collaborazione svolta per l'informazione ai malati di cancro di lingua italiana nel mondo (2001).
- Nel 2003 premio da parte dell'Università Cattolica del Sacro Cuore di Roma[21] – Dip. Scienze Chirurgiche – per programmi di supporto ai malati di cancro.

## Pubblicazioni
- Givol, D., De Lorenzo, F., Goldberger, R.F. and Anfinsen, C.B. Disulfide interchange and the three-dimensional structure of proteins. Proc. NatI. Acad. Sci. U.S.A., 53, 676, 1965
- Steiner, RF., De Lorenzo, F. and Anfinsen, C.B. Enzymically catalyzed disulfide interchange in randomly crosslinked soybean trypsin inhibitor. J. Biol. Chem., 240, 4648, 1965
- De Lorenzo, F., Goldberger, RF., Steers, E., Givol, D. and Anfinsen, C.B. Purification and properties of an enzyme from beaf liver which catalyzes sulfhydryldisulfide interchange in proteins . J. Biol. Chem., 241,1562,1966
- De Lorenzo, F., Fuchs, S. and Anfinsen, C.B. Characterization of a peptide fragment containing the essential half-cystine residue af a microsomal disulfide interchange enzyme'. Biochem., 5, 3961, 1966
- Givol, D. and De Lorenzo, F. The position of various cleavages of rabbit Immunoglobulin. G. J. Biol. Chem., 243, 1886, 1966
- De Lorenzo, F. and Ames, B.N. Histidine regulation in Salmonella typhimurium. VII. Purification and general properties of the histidine transfer ribonucleic acid synthetase. J. Biol. Chem., 245, 1710, 1970
- De Lorenzo, F., Straus, D. and Ames, B.N. Histidine regulation in Salmonella typhimurium. IX. Kinetic studies of mutant histidyl-tRNA synthetases. J. Biol. Chem., 247,2302, 1972
- De Lorenzo, F., Silengo, L. and Cortese, R. Mutagenicity of two widely used pesticides. International Conference on Ecological Perspectives on Carcinogens and Cancer control. Cremona, Settembre 1976
- De Lorenzo, F., Degl'Innocenti, S., Ruocco, A., Silengo, L. and Cortese, R. Mutagenicity of a pesticides containing 1,3-Dichloropropene, Cancer Research, 37, 1915-1917, 1977
- N. Staiano, I. Quinto and F, De Lorenzo, Il test della Salmonella per l'identificazione di mutageni chimici: relazione tra struttura chimica e proprietà mutagene. Società Italiana di Biochimica, Urbino, Ottobre 1978
- F. De Lorenzo and I. Quinto, I test di mutagenesi nella valutazione della tossicologia dei farmaci. In: "Nuovi Aspetti di Tossicologia Sperimentale e Clinica" , C.G. Edizioni Medico-Scientifiche, Torino, 1979, pp 33–49
- Martire, G., Vricella, G., Perfumo, A.M. and De Lorenzo, F. "Evaluation of the Mutagenic of Coded Compounds in the Salmonella/Microsome Test. In: "Evolution of short-term tests for carcinogens International Collaborative Program". Progress in Mutation Research, vol. I, pp 271–279, 1981.
- I. Quinto, G. Martire, G. Vricella, F. Riccardi, A. Perfumo, R, Giulivo and F. De Lorenzo. Screening of 24 pesticides by the Salmonella/microsome assay: mutagenicity of Benazolin, Metoxuron and Paraoxon. X Annual Meeting of the European Environmental Mutagen Society (EEMS), September 1980, Athens, Greece. Abstract published in: Mutation Res. 85, 265,1981
- I. Quinto, G. Scal, M. Mallardo, M.R. Ruocco and F. De Lorenzo. Spontaneous or mutagen-mediated expression of a promoterless neo gene integrated al different genomic sites of Rat 2 fibroblasts. Atti del UCLA Symposia on Molecular and Cellular Biology "Genomic Instability and Cancer", Febbraio 1991, Tamarron, Colorado, USA, estratto n. J129. Estratto pubblicato in: J. Celi. Biochem., Suppl. 15D, 107, 1991
- M. Sanchez, E. Gionti, G. Pontarelli, A. Arcella and F. De Lorenzo. Regulatation of α2-collagen gene expression in retinoic acid treated quail chondrocytes. Biochemical J., 295, 115-119, 1993

### Pubblicazioni scientifiche nell'ambito del volontariato oncologico
- G. Numico, C. Pinto, S. Gori, G. Ucci, M. Di Maio, M. Cancian, F. De Lorenzo, N. Silvestris, Clinical and organizational issues in the management of surviving breast and colorectal cancer patients: attitudes and feelings of Italian medical oncologists, Journal of Experimental & Clinical Cancer Research, 2014;
- F. De Lorenzo: Cancer Survivorship: Europe - Inequalities and Actions, Cancer, June 1, 2013, pay. 2089;
- M. Sant, F. De Lorenzo, et al, Information for action: building a unified European Cancer Information System to bolster cancer control - Boosting Innovation and Cooperation in European Cancer Control - Key Fundings from the European Partnership for Action Against Cancer;
- P. Baili, M. Vicentini, R. Tumino, M. Vercelli, M. Lorenzo, R. Foschi, S. Guzzinati, L. Dal Maso, F. Minicozzi, F. De Lorenzo, A. Micheli, F. di Salvo: The Caremore Group. A method for differentiating cancer prevalence according to health status, exemplified using a population-based sample of Italian colorectal cancer cases. Acta oncol.; 52 (2): 294-302. (2013);
- F. De Lorenzo and P. Haylock: Cancer Survivorship: Europe-Inequalities and Actions. Preface of Cancer, Vol. 119, 1st June 2013;
- M. Lawler, T. Le Chevalier, M. Murphy, I. BAnks, P. Conte, F. De Lorenzo et al: A Catalyst for Change The European Cancer Patient's Bill of Rights, The Oncologist published online February 3, 2014; Lancet 2014;
- M. Sant, F. De Lorenzo et al. Information for Action: Building a unified European Cancer Information System to bolster cancer control, Key Findings from the European Partnership for Action Against Cancer, edited by Jose M Martin Moreno, Tit Albreht, Sandrs Kmel, 2013;
- Francesco De Lorenzo, Malati Oncologici cronici: la nuova disabilità di massa, in inserto sul Terzo Settore de Il Sole 24ore, maggio 2003
- Francesco De Lorenzo e AA.VV, The importance of communication for the Italian cancer patients, atti della 20th Anniversary Conference of the European Cancer Leagues: The role of information tools for cancer patients and their families, settembre 2000
- Francesco De Lorenzo e AA.VV, The role of information and emotional support for Italian Cancer patients e Information on videocassette significantly reduces treatments related anxiety and depression. A randomised multicentre trial, in atti del Congresso Nazionale di Oncologia Medica, ottobre 1999.
- Francesco De Lorenzo e AA.VV., The role and activity of an Italian volunteer organization providing information and emotional support for patientes with cancer, in Health Expectations, An International Journal of Public Participation in Health Care and Health Police, settembre 1999.
- Francesco De Lorenzo e AA.VV., Patient Education at Home with Video Cassettes Significantly Reduces Treatment Related Anxiety Depression, a Randomised Multicentre Trial, in atti del 35º Convegno Annuale dell'American Society of Clinical Oncology (ASCO), maggio 1999
- Francesco De Lorenzo e AA.VV., The role and activity of an Italian volunteer organization providing information and emotional support for cancer patients, in atti del 17° Cancer Congress UICC, agosto 1998.